# Château Haut-Brion

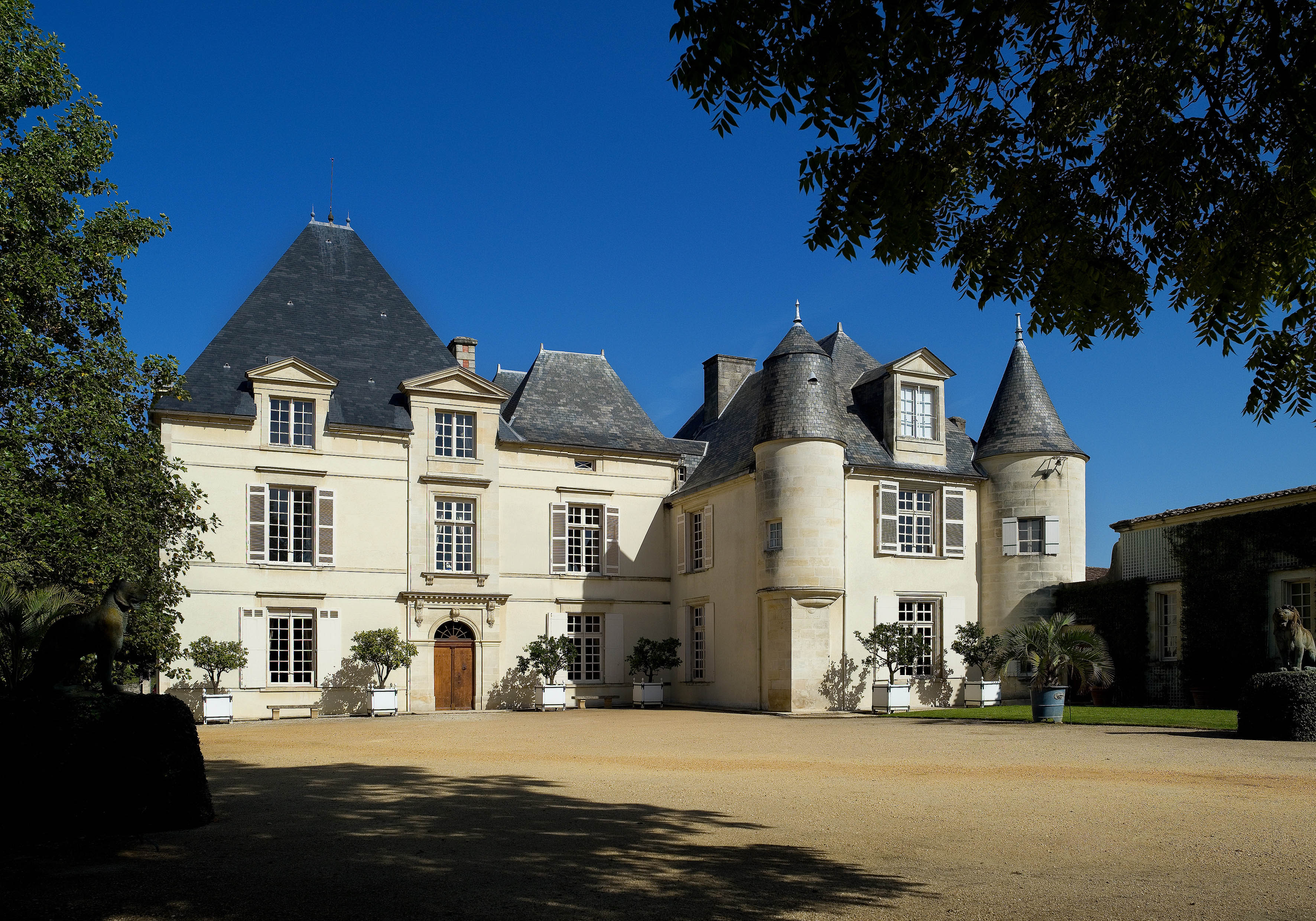
Château Haut-Brion — мальовничий вигляд господарства

Château Haut-Brion, (Шато О-Бріон)  — французьке виноробне господарство розташоване в комуні Пессак-Леоньян (фр. Pessac-Leognan), округу Грав (фр. Graves) регіону Бордо. Згідно з «Офіційною класифікацією вин Бордо 1855 року», господарство належить до категорії «Перші крю» (фр. Premiers crus), тобто найвищої категорії в класифікації. Входить у п'ятірку найкращих виробників вин Бордо, разом із Château Mouton Rothschild (Шато Мутон Ротшильд), Château Lafite Rothschild (Шато Лафіт Ротшильд), Château Latour (Шато Латур) та Château Margaux (Шато Марго).
Виготовляє три вина з власних виноградників: 
- Château Haut-Brion rouge — «перше» червоне вино господарства;
- Château Haut-Brion blanc — «перше» біле вино господарства;
- Le Clarence de Haut Brion (до 2007 року Château Bahans Haut-Brion) — «друге» червоне вино господарства.

Окремо виготовляє некласифіковане вино La Clarté de Haut-Brion (до 2008 року Les Plantiers du Haut-Brion) — біле вино з винограду господарств Château Haut-Brion та Château Laville Haut-Brion.
Господарство належить виноробному холдингу сім'ї Діллон - «Domaine Clarence Dillon SA». З 2003 року Clarence Dillon Wines, дочірня компанія «Domaine Clarence Dillon SA» розпочала випуск вина Clarendelle.

## Історія господарства
Вважається, що виноград на місцевості де розташоване сучасне господарство почали вирощувати ще з часів Римської імперії, проте перша письмова згадка про вирощування винограду датована 1423 роком. Земельна ділянка була куплена Жаном де Сегюром у 1509 році, а у 1525 вона належала адміралу Філіпу де Шабо. Починаючи з 1525 року власником ділянки стає Жан де Понтак (фр. Jean de Pontac). Заснування господарства Château Haut-Brion датується квітнем 1525 року, коли Жан де Понтак одружився з Жанною де Беллон, дочкою мера Лібурна та власника земель, який власне і передав землі як придане. У 1533 році було придбано маєток Haut-Brion, а у 1549 році розпочалося будівництво шато силует, якого прикрашає винну етикетку. Жан де Понтак був тричі одруженим, мав п'ятьох дітей та помер у віці 101 рік. 
У 1649 році Арно III де Понтак стає власником Château Haut-Brion. З цього моменту вина господарства набувають популярності. Зокрема письмові згадки про вино Château Haut-Brion можна знайти в облікових книгах винного підвалу короля Англії Карла II. У 1660—1661 роках 169 пляшок вина «Hobriono» подавали при дворі короля. Семюел Піпс писав у «The Diarist»: пробуючи вина в таверні Роял Оук (англ. Royal Oak Tavern) 10 квітня 1663 року, я мав можливість спробувати французький сорт вина, який називали «Ho Bryen», що мав хороший і дуже особливий смак, який я до цього не зустрічав. Окрім Семюела Піпса про вино Château Haut-Brion писали Джон Івлін та Джон Локк.
У 1666 році після «Великої пожежі» син Арно III де Понтака відкрив у Лондоні трактир «L'Enseigne de Pontac», який вважався одним із перших трактирів Лондона.  Зокрема, Джонатан Свіфт писав про дороге вино ціною сім шилінгів за глечик.

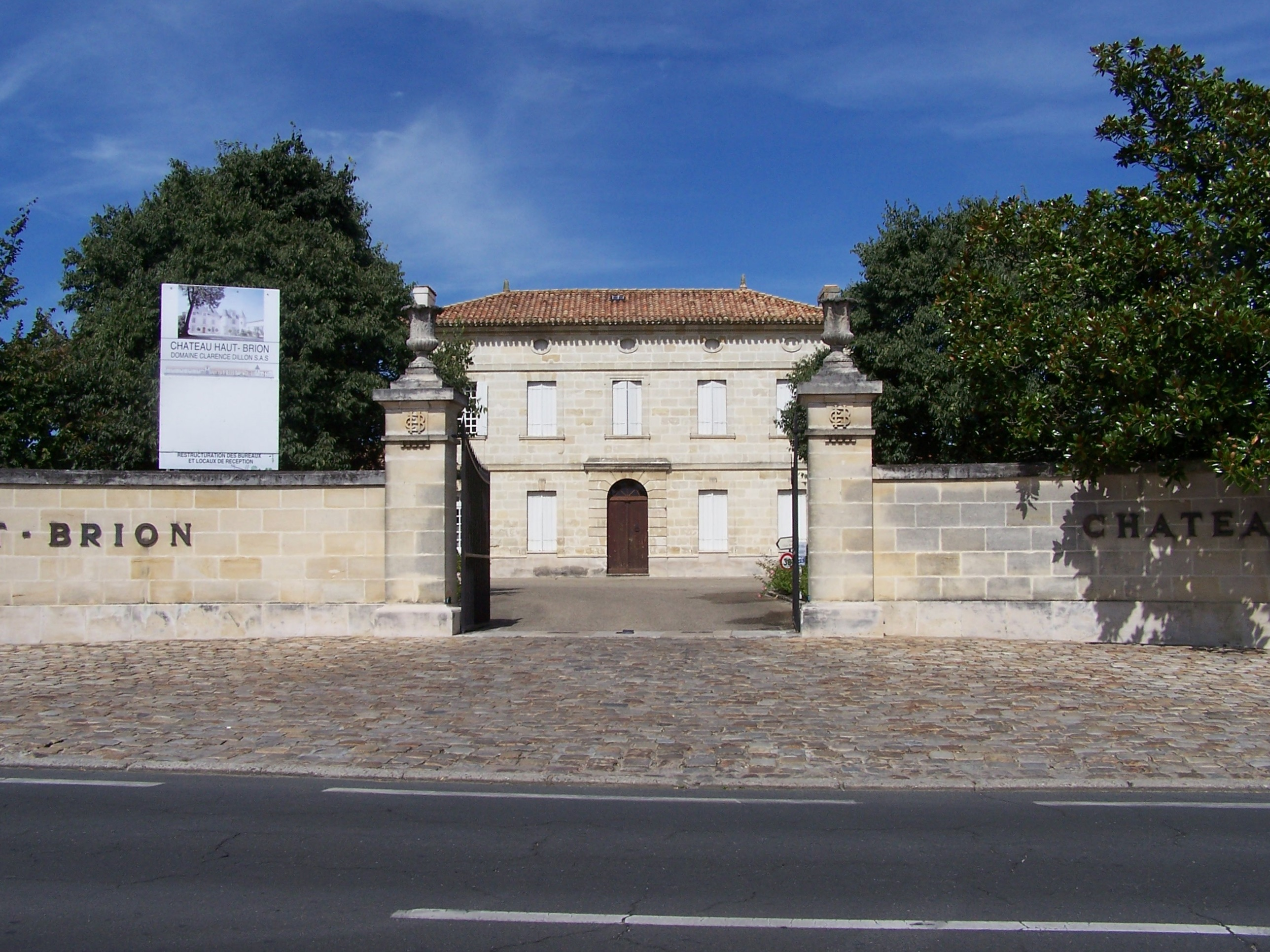
Château Haut-Brion

До кінця XVII століття, площа господарства склала 264 гектари, з яких близько 38 гектарів були під виноградниками. Вино часто продавалося під іменем Понтак (Pontac), тому тепер складно визначити історію його поширення, особливо під іменем Haut-Brion. Інколи назва вина записувалась як Pontack, що пов'язувалось із іншим господарством сім'ї, яке виготовляло біле вино, тому не дивно, що при ідентифікації справжнього вина Haut-Brion виникає плутанина.
Англійський філософ Джон Локк після відвідування Бордо у 1677 році говорив про Haut-Brion: «вино Pontac, настільки шановане у Англії, виготовляється з невеличкої ділянки землі, яка розташована більшою частиною на західному схилі пагорба. Ґрунт складається із білого піску перемішаного з гравієм». Через зростаючу дорожнечу вина він писав: «дякую багатим англійцям, які замовляють вино, щоб отримати його за будь-яку ціну». Німецький філософ Гегель також був зачарований вином Pontac, хоча достеменно невідомо чи це стосувалося саме цього вина, чи вина Pontac із Сент-Естеф.
Після смерті Арно III де Понтака власником господарства стає його син Франсуа Огюст де Понтак (фр. François Auguste de Pontac), а після його смерті дві третини господарства успадкував племінник за шлюбом Франсуа Жозеф де Фумель (фр. François-Joseph de Fumel). Ще одна третина перейшла до Луї-Арно Ле Комта (фр. Louis-Arnaud Le Comte). Сім'я де Фумель, що володіла господарством Château Margaux керуватиме господарством аж до кінця XVIII століття.
У 1787 році Томас Джефферсон подорожуючи виноробними господарствами Бордо, 25 травня відвідав господарство Haut-Brion. Він відмітив, що ґрунти господарства за складом схожі до ґрунтів Медок. Із чотирьох найкращих господарств, згідно з його записами, він надав господарству третю позицію за якість. Haut-Brion стало першим господарством категорії «Перші Крю» майбутньої класифікації Бордо, вина якого було імпортовано у США, коли Джефферсон придбав під час відвідин шість ящиків вина і відправив їх у власний маєток у Вірджинії. Джеферсон відмітив вина вищої якості господарств Château Lafite, Château Margaux, Château Latour та Château Haut-Brion, таким чином передбачивши результати класифікації 1855 року.
Після французької революції господарство було конфісковано та розділено. Проте незабаром майно було повернуто племінникам Жозефа де Фумеля страченого революціонерами. 28 лютого 1801 року господарство було придбано Шарлем Морісом де Талейран-Перігором у племінників.
У 1814 році господарство було продано банкіру П'єру-Нарцису Мішелю (фр. Pierre-Narcisse Dorothée Michel), а у 1825 році його придбали партнери Жан-Генрі Беєрман (Jean-Henry Beyerman), голландський торгівець та Луї-Ніколя Коміне (фр. Louis-Nicolas Comynet), біржовий маклер. Після банкротства, Коміне продав свою частину акцій Беєрману. Проте Беєрман раптово помирає у 1835 році залишивши удову та вісім дітей.
12 березня 1836 року Жозеф-Ежен Лар'є (фр. Joseph-Eugène Larrieu), паризький банкір, придбав господарство на аукціоні влаштованому удовою Беєрман. У 1841 році, придбавши будівлю «чай-неф» (фр. Chai-Neuf) у маркіза де Кателлана, він повернув господарству колишній розмір, який був до смерті Франсуа-Огюста де Понтака у 1694 році. Господарство належало сім'ї Лар'є до 1923 року.
У класифікації 1855 року перед всесвітньою виставкою Château Haut-Brion було класифіковане як «Перше Крю» і стало єдиним господарством з Грав серед чотирьох господарств категорії «Перші Крю». Решта три господарства були з Медока. Ціни на вина Château Haut-Brion у XIX столітті були значно вищими ніж на інші вина Бордо.

### Сучасна історія
У 1923 році, після серії проблем пов'язаних із спадкоємцями Лар'є, Château Haut-Brion перейшло до рук алжирських компаній та банків. У січні 1925 року господарство викупив Андре Гібер (фр. André Gibert), який керував господарством в період кризи 1929 року. 13 травня 1935 року американський банкір Кларенс Діллон купив господарство за 2 мільйони 300 тисяч франків. 
Діллон зробив свого племінника Сеймура Веллера президентом компанії Société Vinicole de la Gironde (пізніше Domaine Clarence Dillon SA), який обіймав цю посаду впродовж п’ятдесяти років. Веллер відновив парк, очистив чай, та електризував виноробне обладнання. Він залишив Жоржа Дельма менеджером господарства. Раніше Жорж Дельма був менеджером господарства Château Cos d'Estournel.
Haut-Brion вперше почав використовувати власну особливу пляшку, яка була схожою за дизайном на старовинний декантер починаючи від урожаю 1958 року, що був розлитий у 1960 році. 
Жорж Дельма пішов у відставку у 1961 році, а його місце зайняв його син Жан-Бернар Дельма, що народився у маєтку господарства та в подальшому був ініціатором багатьох новацій. У 1960 роках господарство одне із перших, яке перейшло на використання бродильних чанів із нержавіючої сталі.
У 1975 році, у віці 83 роки Сеймур Веллер залишив пост президента компанії. Наступницею стала Джоанна Дуглас Діллон, дочка його двоюрідного брата та онука Кларенса Діллона. Джоанна Діллон у подальшому стала дружиною князя Чарльза Люксембурзького. У 1976 році вінтаж 1970 року зайняв четверте місце серед десяти представників французьких та каліфорнійських вин у Паризькій дегустації більше відомій як «Суд Парижа».

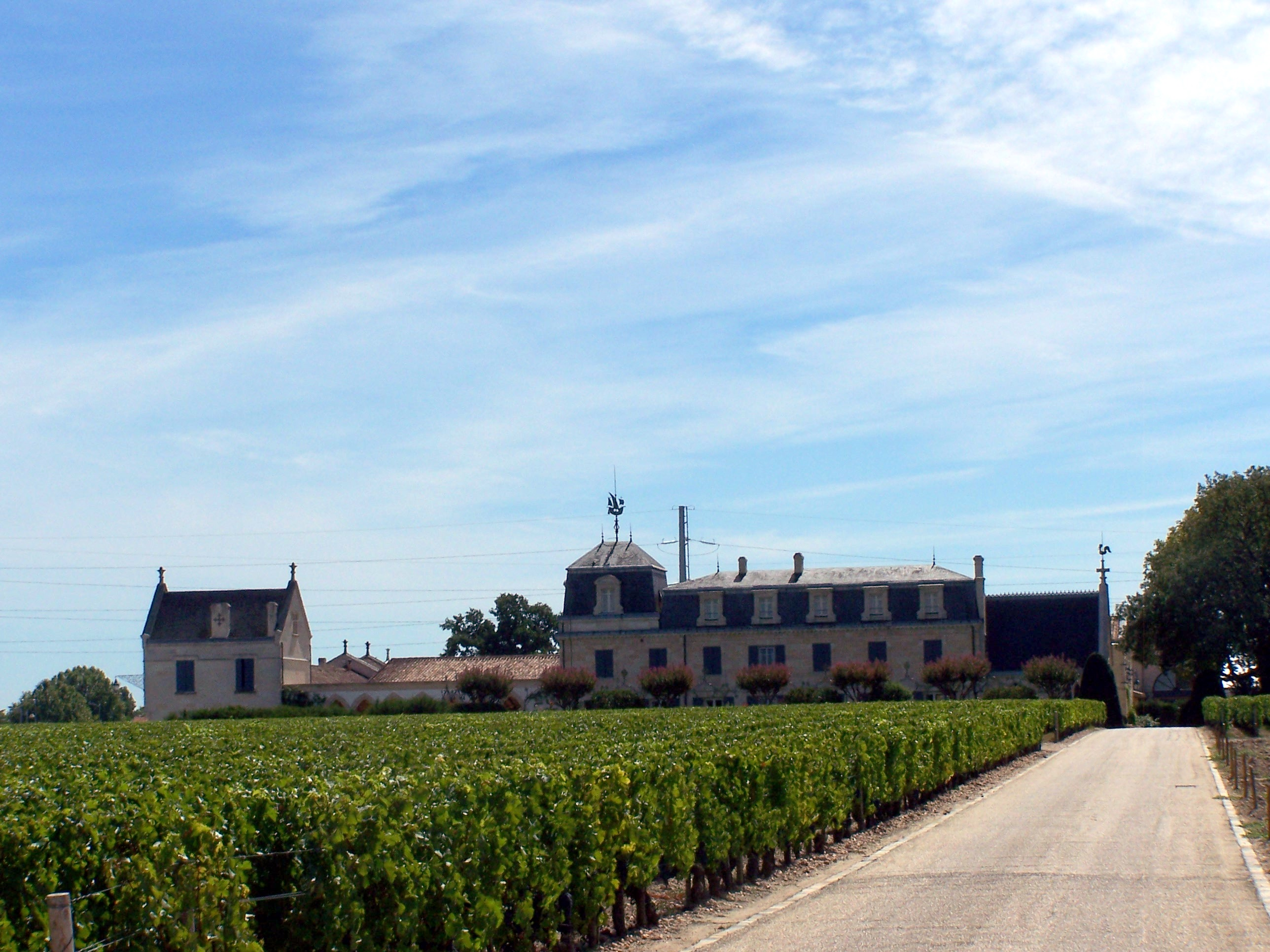
Господарство Château La Mission Haut-Brion

Жорстка конкуренція між Château Haut-Brion та Château La Mission Haut-Brion, яка тривала багато років та досягла свого апогею у 1970-х початку 1980-х завершилась у 1983 році, коли Domaine Clarence Dillon придбав Château La Mission Haut-Brion.
З 2007 року у зв'язку із 75-літтям придбання господарства родиною Діллон, «друге» червоне вино Château Bahans Haut-Brion було випущено під новою назвою  Le Clarence de Haut-Brion. Назва Château Bahans Haut-Brion використовувалось протягом ста років. Починаючи з вінтажу 2009 року «друге» біле вино Les Plantiers du Haut-Brion було перейменоване на La Clarté de Haut-Brion.
Менеджер Жан-Бернар Дельма подав у відставку у 2003 році, а посаду успадкував Жан-Філіп Дельма.
Син Джоанни Діллон та Чарльза Люксембурзького, князь Роберт Люксембурзький, який був адміністратором господарства Haut-Brion з 18 річного віку, у 2008 році став генеральним директором Domaine Clarence Dillon.

## Виробництво
Виноградники господарства зростають на висоті 27 метрів над рівнем моря, що трохи вище норми встановленої правилами апелласьйону Бордо. Ґрунт складається з піску та гравію, деякі ділянки мають високий вміст глини. Усі виноградники розташовані поблизу маєтку та по іншу сторону від головної дороги до маєтку.
Підбір саджанців та клонів було важливим завданням поставленим Жаном-Бернаром Дельма, який здійснив суттєвий внесок в якість рослинного матеріалу винограднику. Метою робіт було отримання невисокої врожайності, яка б дозволила відмінити технологічну операцію по зрізуванню нестиглих грон, яке проводять для підвищення якості грон, що залишаються. У результаті такої операції виноградна лоза віддає усю свою силу в невелику кількість грон чим досягається, зокрема, збільшення цукристості винограду. Крім того відмова від зрізування нестиглих грон забезпечує здоров'я самої лози, яка під час такої операції пошкоджується і слабне.
Середній вік виноградних лоз господарства становить 35 років. Найстаріші лози господарства датовані 1930-ми роками. Середня щільність виноградних лоз становить 8000 лоз на гектар.
Збір винограду проводять вручну. Кожна ділянка розподілена між групами збирачів, які щороку збирають виноград на одній і тій же ділянці. Це робиться для того, щоб групи збирачів могли враховувати індивідуальність лоз. Збір урожаю білих сортів винограду відбувається раніше, через близькість до Бордо. У цій зоні тепліший мікроклімат, що призводить до більш раннього дозрівання. Білий виноград стараються утримати якомога довше на лозі для максимального насичення цукрами. Зібраний виноград витискають пневматичними пресами не відділяючи ягоди від грон. Таким чином виключається контакт із шкірою, а бродіння та ферментація відбувається у дубових бочках завдяки наявним на винограді природним дріжджам. Біле вино витримується у 40-45% нових дубових бочках протягом 10-12 місяців. Château Haut-Brion має власні бондарські майстерні.
Після сортування у полі, червоний виноград витискають та переміщують у спеціальний подвійний бак для ферментації у верхній частині та яблучно-молочного бродіння внизу, використовуючи гравітацію для перемішування сусла. Витримка вина відбувається у 100% нових дубових бочках упродовж 18 місяців. На сьогодні ця частка була зменшена до 35%. Для витримки вина Le Clarence de Haut Brion використовують 25% нових дубових бочок.

### Сорти винограду
48,35 гектарів землі Château Haut-Brion використовуються під червоними сортами винограду з яких: 45,4% Мерло, 43,9% Каберне Совіньйон, 9,7% Каберне Фран та 1% Пті Вердо.
Під білими сортами винограду використовується 2,87 гектарів з яких: 52,6% Семільйон та 47,4% Совіньйон Блан.

### Вина
Річний випуск становить:
- Château Haut-Brion rouge, «перше» червоне вино господарства — 10-12 тисяч ящиків вина (900-1100 гектолітрів);
- Château Haut-Brion blanc, «перше» біле вино господарства — 650-850 ящиків (59-77 гектолітрів);
- Le Clarence de Haut-Brion, «друге» червоне вино господарства — 5000-7000 ящиків (450-630 гектолітрів);
- La Clarté de Haut-Brion, біле вино господарства — 1000-1200 ящиків (90-110 гектолітрів).

З 2003 року Clarence Dillon Wines, дочірня компанія «Domaine Clarence Dillon SA» розпочала випуск середнього цінового вина Бордо Clarendelle. Асортимент вина Clarendelle, яке являє собою суміш вин Бордо включає:
- Clarendelle Bordeaux Rouge — червоне вино;
- Clarendelle Bordeaux Blanc — біле вино;
- Clarendelle Bordeaux Rosé — рожеве вино;
- Clarendelle Monbazillac Amberwine — солодке вино на зразок сотерну.